# 真行寺恵里
真行寺 恵里（しんぎょうじ えり、1974年2月12日 - ）は、日本のロックシンガー。

## 人物
神奈川県横須賀市出身。血液型はO型。高校時代は非常に内気で、本気でカウンセリングを受けようと思ったくらいであったとのこと。ホワイトスネイクのダグ・アルドリッチ曰く「恵里は俺の妹に似ている」とのこと。2005年11月、音楽プロデューサーと結婚したことを自身のブログで発表した。

## ディスコグラフィー

### シングル
1. IN MY DREAM（1998年5月21日 デビューシングル 『ブレンパワード』オープニングテーマ）
2. 明日へのrun away（1998年10月21日 『キスだけじゃイヤッ!』エンディングテーマ）
3. GOOD LUCK TO YOU（1999年5月21日）
4. 絶体絶命（1999年11月20日）
5. CRIME（2001年1月24日）
6. gain（2001年2月21日 アルバム POWER STRIP 一部店舗購入特典）
7. gain/grave（2001年 週刊ヤングジャンプ 2001年 Vol.16 懸賞プレゼント）
8. 僕じゃなきゃ（2002年10月23日）

### アルバム
1. HARD VOLTAGE（1998年11月21日）
2. Monkey on my back（2000年1月21日）
3. POWER STRIP（2001年2月21日）
4. 脈（2008年9月17日）

### オムニバス
1. J-pop Happy Drive Mix -Blue Diamond Edition-（2007年11月、2曲目「アジアの純真 (meets NRG Factory)」、4曲目「CAT'S EYE」、8曲目「ロマンスの神様」）
2. 70's HIT PARADE（2007年11月、8曲目「憎みきれないろくでなし」、9曲目「翼をください」）
3. Hi-SPEED キラキラJK（2008年2月、19曲目「フライデー・ナイト」）
4. J-pop Happy Drive Mix -Rainbow Rose Edition-（2008年5月、1曲目「亜麻色の髪の乙女」、6曲目「世界でいちばん熱い夏」、12曲目「Rock'n Rouge」、15曲目「今すぐKiss Me」）
5. 90'S HIT PARADE（2008年12月、3曲目「愛は勝つ」、5曲目「愛のままにわがままに 僕は君だけを傷つけない」）
6. R40 Dance! Dance!! Dance!!!（2009年3月、2枚組、DISC1 4曲目「My Revolution」、11曲目「ロマンスの神様」、DISC2 2曲目「世界でいちばん熱い夏」、3曲目「アジアの純真 (meets NRG Factory)」、5曲目「六本木心中」、8曲目「Rock'n Rouge」、10曲目「CAT'S EYE」、17曲目「今すぐKiss Me」）